# Noah Katterbach
Noah Katterbach, né le 13 avril 2001 à Simmerath en Allemagne, est un footballeur allemand qui évolue au poste d'arrière gauche au club d' Hambourg SV.

## Biographie

### En club

#### FC Cologne (depuis 2019)
Né à Simmerath en Allemagne, Noah Katterbach est formé par le FC Cologne en Allemagne, qu'il rejoint à l'âge de sept ans en 2008, et où il effectue une grande partie de sa formation. Durant celle-ci, il reçoit la Médaille Fritz Walter d'or, qui récompense les meilleurs jeunes allemands, pour la catégorie des moins de 17 ans.
Le 5 octobre 2019, Noah Katterbach joue son premier match en professionnel à l'occasion d'une rencontre de Bundesliga face à Schalke 04. Il est titularisé au poste d'arrière gauche lors de cette partie, et les deux équipes se séparent sur un match nul (1-1). Alors qu'il commence la saison en concurrence avec l'emblématique capitaine de l'équipe Jonas Hector, ce dernier est repositionné au milieu de terrain ce qui permet au jeune Katterbach de gagner du temps de jeu.
Le 10 mai 2020, Katterbach prolonge son contrat avec son club formateur jusqu'en juin 2024.

##### Prêt au FC Bâle (2022-2023)
Le 18 janvier 2022, lors du mercato hivernal, Noah Katterbach est prêté au FC Bâle avec option d'achat,. Il quitte le club en janvier 2023.

##### Prêt au Hambourg SV (2023)
En janvier 2023, Noah Katterbach est prêté au Hambourg SV jusqu'au terme de la saison soit jusqu'au le 30 juin 2023.
Il joue son premier match pour Hambourg le 29 janvier 2023, lors d'une rencontre de championnat face à l'Eintracht Brunswick. Il entre en jeu et voit son équipe s'imposer par quatre buts à deux.

### En sélection
Noah Katterbach représente l'Allemagne en sélection, il commence avec les moins de 16 ans, jouant deux matchs en 2017.
Avec l'équipe d'Allemagne des moins de 17 ans, il inscrit deux buts en mars 2018, contre la Norvège et la Grèce. Ces deux matchs rentrent dans le cadre des éliminatoires du championnat d'Europe des moins de 17 ans.
Noah Katterbach participe ensuite quelques semaines plus tard à la phase finale championnat d'Europe des moins de 17 ans, qui se déroule en Angleterre. Katterbach est titulaire à trois reprises lors de ce tournoi. L'Allemagne enregistre une seule victoire, face à la Serbie, ce qui s'avère insuffisant pour passer le premier tour.
Noah Katterbach joue son premier match avec l'équipe d'Allemagne espoirs le 2 septembre 2021 face à Saint-Marin. Il est titularisé lors de cette rencontre remportée par son équipe sur le score de six buts à zéro.

## Statistiques
| Saison                | Club                  | Championnat           | Championnat | Championnat | Coupe(s) nationale(s) | Coupe(s) nationale(s) | Compétition(s) continentale(s) | Compétition(s) continentale(s) | Compétition(s) continentale(s) | Total | Total |
| Saison                | Club                  | Division              | M.          | B.          | M.                    | B.                    | Comp.                          | M.                             | B.                             | M.    | B.    |
| 2019-2020             | FC Cologne            | 1.Bundesliga          | 18          | 0           | 1                     | 0                     | -                              | -                              | -                              | 19    | 0     |
| 2020-2021             | FC Cologne            | 1.Bundesliga          | 21+1        | 0+0         | 3                     | 0                     | -                              | -                              | -                              | 25    | 0     |
| 2021-2022             | FC Cologne            | 1.Bundesliga          | 1           | 0           | -                     | -                     | -                              | -                              | -                              | 1     | 0     |
| Sous-total            | Sous-total            | Sous-total            | 41          | 0           | 4                     | 0                     | -                              | -                              | -                              | 45    | 0     |
| 2021-2022             | FC Bâle (prêt)        | Super League          | 15          | 1           | -                     | -                     | C4                             | 2                              | 0                              | 17    | 1     |
| 2022-2023             | FC Bâle (prêt)        | Super League          | 6           | 0           | 2                     | 0                     | C4                             | 8                              | 0                              | 16    | 0     |
| Sous-total            | Sous-total            | Sous-total            | 21          | 1           | 2                     | 0                     | -                              | 10                             | 0                              | 33    | 1     |
| 2022-2023             | Hambourg SV (prêt)    | 2. Bundesliga         | 11          | 0           | -                     | -                     | -                              | -                              | -                              | 11    | 0     |
| Sous-total            | Sous-total            | Sous-total            | 11          | 0           | 0                     | 0                     | -                              | 0                              | 0                              | 11    | 0     |
| Total sur la carrière | Total sur la carrière | Total sur la carrière | 73          | 1           | 6                     | 0                     | -                              | 10                             | 0                              | 89    | 1     |